# Nokia 6

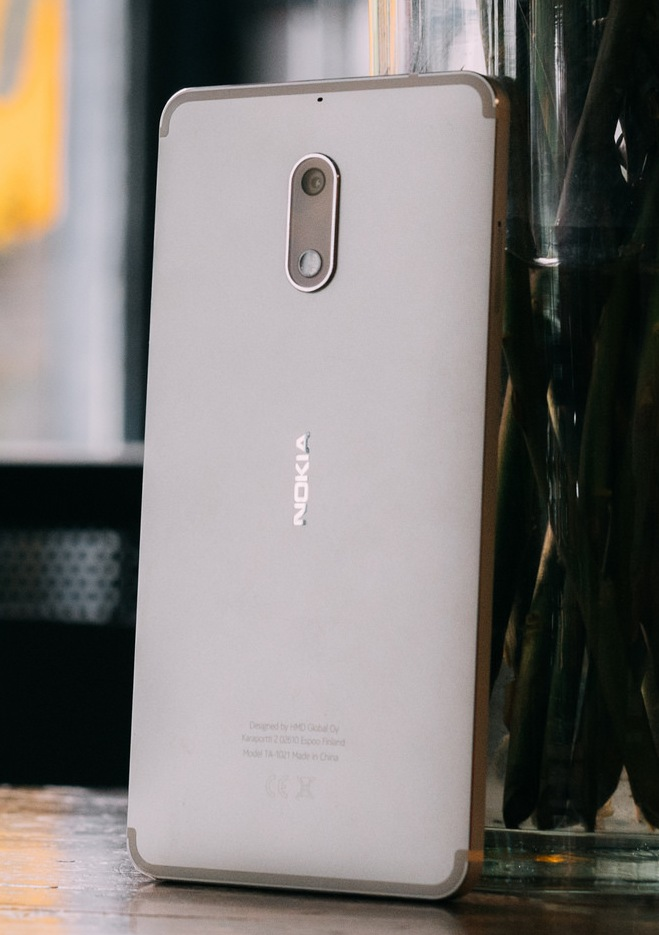
Retro del Nokia 6

Nokia 6 è uno smartphone di fascia media con marchio Nokia con a bordo il sistema operativo Android nella versione 7.1.1 Nougat.
È il primo smartphone prodotto dalla HMD Global, creato dalla scissione parziale della divisione dispositivi di Nokia, ed è il primo smartphone con marchio Nokia dall'ultimo che era dotato del sistema Microsoft, cioè Lumia 638 nel 2014. Il Nokia 6 segna il ritorno del marchio sul mercato degli smartphone ma questa volta con sistema operativo Android.

## Caratteristiche tecniche

### Hardware e design
Il Nokia 6 è ottenuto da un unico blocco di alluminio 6000, anteriormente ha uno schermo IPS LCD da 5,5" in 16:9 con risoluzione Full HD protetto da un vetro Corning Gorilla Glass 3, i due tasti capacitivi retroilluminati "Indietro" e "Menù" ed il tasto fisico "Home" centrale che ha integrato il sensore d'impronte e la fotocamera anteriore da 8 megapixel con f/2.0. Sul retro è presente una fotocamera posteriore da 16 megapixel con f/2.0 e flash dual-LED dual-tone, che consente di registrare video in Full HD a 30 fps. Il dispositivo è equipaggiato di chipset Qualcomm Snapdragon 430 octa-core con GPU Adreno 505, ha connettività 2G GSM, 3G HSPA, 4G LTE, Wi-Fi 802.11 a/b/g/n, Bluetooth 4.1, A-GPS, GLONASS, NFC, radio FM e microUSB 2.0 OTG. Infine sono presenti gli altoparlanti stereo con Dolby Atmos e il jack audio da 3,5 mm.

### Software
Il dispositivo è dotato di Android 7.1.1 Nougat, aggiornabile ufficialmente a 9.0 Pie.